# Шухут
Шухут (тур. Şuhut) — город в провинции Афьонкарахисар Турции. Его население составляет 12,434 человек (2009). Высота над уровнем моря — 1136 м.